# Eremobates formicarius
Eremobates formicarius är en spindeldjursart som först beskrevs av Carl Ludwig Koch 1842.  Eremobates formicarius ingår i släktet Eremobates och familjen Eremobatidae. Inga underarter finns listade i Catalogue of Life.